# Belemnia jovis
Belemnia jovis là một loài bướm đêm thuộc phân họ Arctiinae, họ Erebidae.